# 106.ª Divisão de Infantaria (Alemanha)
A 106ª Divisão de Infantaria (em alemão:106. Infanterie-Division) foi uma unidade militar que serviu no Exército alemão durante a Segunda Guerra Mundial.

## Comandantes
| Comandante                             | Data                                           |
| -------------------------------------- | ---------------------------------------------- |
| General der Infanterie Ernst Dehner    | 28 de novembro de 1940 - 3 de maio de 1942     |
| Generalleutnant Alfons Hitter          | 3 de maio de 1942 - 1 de novembro de 1942      |
| Generalleutnant Arthur Kullmer         | 1 de novembro de 1942 - 1 de janeiro de 1943   |
| Generalleutnant Werner Forst           | 1 de janeiro de 1943 - 20 de fevereiro de 1944 |
| Generalleutnant Siegfried von Rekowski | 20 de fevereiro de 1944 - ? de agosto de 1944  |
| Oberst Carl Ringenberg                 | 13 de agosto de 1944 - 1 de setembro de 1944   |
| Reformada                              |                                                |
| Oberst Dr. Curt Lehmann                | 22 de março de 1945 - ? de maio de 1945        |

## Oficiais de operações
| Oberstleutnant Adalbert Wahl     | 10 de dezembro de 1940-15 de junho de 1943) |
| Oberstleutnant Friedrich Doepner | 15 de junho de 1943-24 de agosto de 1944    |

## Área de operações
| Alemanha                       | novembro de 1940 - junho de 1941 |
| Frente Oriental, setor central | junho de 1941 - abril de 1942    |
| França                         | abril de 1942 - abril de 1943    |
| Frente Oriental, setor sul     | abril de 1943 - agosto de 1944   |
| Reformada                      |                                  |
| Sul da Alemanha                | de março de 1945 - maio de 1945  |

## Ordem de Batalha
1940
- Infanterie-Regiment 239
- Infanterie-Regiment 240
- Infanterie-Regiment 241
- Artillerie-Regiment 107
- Pionier-Bataillon 106
- Panzerjäger-Abteilung 106
- Aufklärungs-Abteilung 106
- Divisions-Nachrichten-Abteilung 106
- Divisions-Nachschubführer 106

novembro de 1943
- Divisions-Gruppe 39
- Grenadier-Regiment 239
- Grenadier-Regiment 240
- Divisions-Füsilier-Bataillon 106
- Artillerie-Regiment 107
- Pionier-Bataillon 106
- Feldersatz-Bataillon 107
- Panzerjäger-Abteilung 106
- Divisions-Nachrichten-Abteilung 106
- Divisions-Nachschubführer 106

## Serviço de Guerra
| Data                | Corpo                      | Exército           | Grupo de Exércitos | Área           |
| ------------------- | -------------------------- | ------------------ | ------------------ | -------------- |
| dezembro de 1940    | criação 11º Exército       | C                  | Wahn               |                |
| maio de 1941        | WK VI                      | 2º Grupo Panzer    |                    | Wahn           |
| 20 de julho de 1941 | XX Corpo de Exército       | 9º Exército        | Mitte              | Bialystok      |
| 29 de julho de 1941 | LVII Corpo de Exército     |                    | Mitte              | Wilna          |
| 9 de agosto de 1941 | V Corpo de Exército        | 9º Exército        | Mitte              | Smolensk       |
| outubro de 1941     | V Corpo de Exército        | 3º Grupo Panzer    | Mitte              | Wjasma         |
| novembro de 1941    | V Corpo de Exército        | 4º Grupo Panzer    | Mitte              | Klin, Moskau   |
| janeiro de 1942     | V Corpo de Exército        | 4º Exército Panzer | Mitte              | Gshatsk        |
| fevereiro de 1942   | IX Corpo de Exército       | 4º Exército Panzer | Mitte              | Gshatsk        |
| março de 1942       | V Corpo de Exército        | 4º Exército Panzer | Mitte              | Gshatsk        |
| maio de 1942        | XXXVII Corpo de Exército   | 15º Exército       | D                  | Nordfrankreich |
| junho de 1942       | LXXXII Corpo de Exército   | 15º Exército       | D                  | St. Omer       |
| janeiro de 1943     | LXXXII Corpo de Exército   | 15º Exército       | D                  | St. Omer       |
| março de 1943       | em trânsito                |                    | Süd                | Charkow        |
| abril de 1943       | XXXXVIII Corpo de Exército | Kempf              | Süd                | Charkow        |
| maio de 1943        | z. Vfg.                    | Kempf              | Süd                | Charkow        |
| junho de 1943       | XI Corpo de Exército       | Kempf              | Süd                | Charkow        |
| setembro de 1943    | XI Corpo de Exército       | 8º Exército        | Süd                | Krementschug   |
| dezembro de 1943    | XXXXVII Corpo de Exército  | 8º Exército        | Süd                | Kirowograd     |
| janeiro de 1944     | XXXXVII Corpo de Exército  | 8º Exército        | Süd                | Dnjepr         |
| abril de 1944       | XXXXVII Corpo de Exército  | 8º Exército        | Südukraine         | Pruth          |
| maio de 1944        | VII Corpo de Exército      | 8º Exército        | Südukraine         | Kischinew      |
| junho de 1944       | VII Corpo de Exército      | 6º Exército        | Südukraine         | Kischinew      |
| março de 1945       | reformando                 |                    |                    |                |
| abril de 1945       | LXIV Corpo de Exército     | 19º Exército       | OB. West           | Schwarzwald    |